# Kuulkaas enot!
Kuulkaas enot! är det finska poprockbandet PMMPs debutalbum, släppt 5 september 2003 genom Sony BMG.
Samtliga låtar på albumet är skriva av PMMP.

## Låtlista
| Nr  | Titel            | Längd | Notering                        |
| --- | ---------------- | ----- | ------------------------------- |
| 1.  | Niina            | 4:06  | Även släppt som CD-singel, 2003 |
| 2.  | Kesä -95         | 3:36  |                                 |
| 3.  | Rusketusraidat   | 3:05  | Även släppt som CD-singel, 2003 |
| 4.  | Odotan           | 3:28  |                                 |
| 5.  | Joutsenet        | 4:09  | Även släppt som CD-singel, 2003 |
| 6.  | Synestesia       | 4:10  |                                 |
| 7.  | Poika            | 4:04  |                                 |
| 8.  | Onnellinen päivä | 3:30  |                                 |
| 9.  | Isin pikku tyttö | 3:10  |                                 |
| 10. | Ikuinen leikki   | 3:43  |                                 |